# Giải Hiệp hội các nhà phê bình phim người Mỹ gốc Phi 2007
Giải Hiệp hội các nhà phê bình phim người Mỹ gốc Phi lần thứ 5

17 tháng 12 năm 2007

Phim hay nhất: 

 The Great Debaters 
Giải Hiệp hội các nhà phê bình phim người Mỹ gốc Phi 2007, vinh danh những thành tựu điện ảnh xuất sắc nhất năm 2007, được trao vào ngày 17 tháng 12 năm 2007.

## 10 phim hay nhất
1. The Great Debaters
2. American Gangster
3. Talk to Me
4. Gone Baby Gone
5. No Country for Old Men
6. Michael Clayton
7. Juno
8. Sweeney Todd: The Demon Barber of Fleet Street
9. Things We Lost in the Fire
10. There Will Be Blood

## Đối tượng nhận giải
- Nam diễn viên chính xuất sắc nhất:
  - Don Cheadle - Talk to Me
- Nữ diễn viên chính xuất sắc nhất:
  - Marion Cotillard - La Vie en rose
- Đạo diễn xuất sắc nhất:
  - Kasi Lemmons - Talk to Me
- Phim hay nhất:
  - The Great Debaters
- Nam diễn viên phụ xuất sắc nhất:
  - Chiwetel Ejiofor - Talk to Me
- Nữ diễn viên phụ xuất sắc nhất:
  - Ruby Dee - American Gangster